# 黄日葵

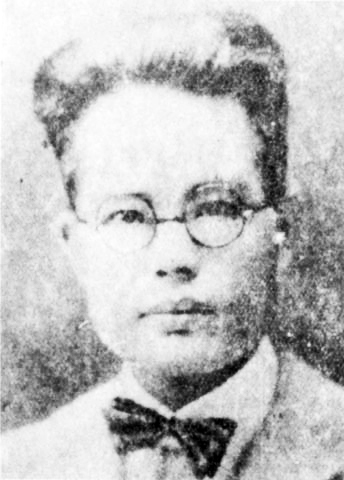

黄日葵（1898年6月23日—1930年12月20日），号宗阳，又名黄一葵、黄野葵、黄潮音，化名陈亦农、文质。中國共產黨早期領袖，革命烈士。

## 生平
1898年6月23日，他出生于清朝广西省桂平县城厢兴隆坊（现为桂平镇城中街）的一个教师家庭。1916年秋，他中学毕业后自费留学日本，入弘文书院。1918年5月，他因为反对段祺瑞政府与日本订立二十一条协定，所以与一些留日学生罢课回国。返抵中国上海后，他立即投身反日救国活动，担任上海《救国日报》编辑。1918年，他考入北京大学英语系就读，结识了李大钊、邓中夏等人，此后受到李大钊、陈独秀等人的影响，参与组织北京大学《国民杂志》社，1918年10月北京大学《国民杂志》社成立后任该社特别编辑。他还曾担任《全国学生联合会日刊》编辑委员，还加入了中国少年学会任评议员及《少年中国》杂志编辑副主任。1919年3月，他参与组织了北京大学平民教育讲演团。1919年5月，他参加五四运动的游行，并参加了营救被捕学生的活动。
1920年3月，他与邓中夏等19人共同发起组织了北京大学马克思学说研究会，研究和传播马克思主义。1920年10月，他参加了北京共产主义小组，1920年11月加入中国社会主义青年团，1921年中国共产党成立后转入中国共产党。1923年，他任中共北京地方执行委员会宣传委员。1923年初，他以北京学联代表的身份赴上海发动民众支援二·七大罢工，拜访了孙中山并向他报告了“二·七”惨案经过。1923年冬，他担任中国社会主义青年团北京地委委员长。
1924年，在国共合作中，他按照中共要求，以个人名义加入中国国民党，负责中国国民党北京特别市党部的青年工作。1924年7月，他毕业于北京大学英文系，并留校任教。1925年，他参加了北京民众响应上海五卅运动的活动，1925年11月，他被派往广州担任中国社会主义青年团广东区委学生运动委员会书记。。1926年1月，他在广州出席了中国国民党第二次全国代表大会。1926年2月，他任中国国民党中央党部青年部秘书，参与领导广东乃至全中国的青年运动。1926年8月，他任国民革命军第七军政治部副主任，同时还担任中共广东区委特派员兼中共南宁地委书记、中共广西区委筹备组负责人，负责广西省中国共产党组织的领导。后他被从广西调到安徽国民革命军第七军军部工作，参加了北伐战争。1927年，四·一二事件后，他转移至汉口，任国民革命军第八军政治部主任。
中国国民党清党后，他参加南昌起义，任中国国民党革命委员会宣传委员会委员，随起义军南下，至起义军在潮汕地区失败后转移至香港，后到上海继续从事中国共产党的地下工作。1928年，他在上海被国民党当局逮捕，经中国共产党组织营救，最终获释。1928年秋，他离开上海赴日本。1929年10月，他因在日本东京发起纪念广州起义两周年的活动，被日本当局逮捕。1930年1月因病危保释出狱，不久被日本当局勒令出境，1930年3月抵达上海，在上海抱病翻译了《俄国文学史》一书，1930年12月20日在上海病逝，年仅32岁。

## 轶事
黃是彭述之的夫人陳碧蘭的第一個情人。後因陳去蘇聯東大學習而中斷關係。

## 著作
- 黄潮音译，俄国文学史？，上海：泰东书局，1930年？